# Театр четырёх фонтанов
Театр четырёх фонтанов (итал. Teatro delle Quattro Fontane) — оперный театр в Риме (Италия), построенный частично по проекту архитектора Джованни Лоренцо Бернини в 1632 году для семьи Барберини. Он располагался в Палаццо Барберини на Виа Барберини, недалеко от площади Барберини и Четырёх фонтанов.

## История
Театр четырёх фонтанов открылся в 1632 году постановкой оперы «Святой Алексий» (итал. Sant' Alessio), премьера которой состоялась в 1631 году, написанной композитором Стефано Ланди на либретто Джулио Роспильози, протеже римского папы Урбана VIII Барберини, позже самого избранного папой под именем Климента IX. Театр вмещал до 3000 зрителей.
Театр временно закрылся в 1642 году в разгар войн Барберини за Кастро с родом Фарнезе, герцогами Пармы, которые стали разорительными для них и Святого Престола в целом. Театр ещё не открылся, когда его покровители — три племянника папы Урбана VIII (Франческо, Антонио Младший и Таддео) — были отправлены в изгнание новоизбранным папой Иннокентием X.
Наконец, в 1653 году, после более чем десяти лет простоя театра, сын Таддео, Маффео Барберини, вернулся в Рим, где женился на Олимпии Джустиниани, что ознаменовало собой окончательное примирение Барберини с римским папой. В качестве нового принца Палестрины он вновь открыл театр, где возобновились представления.
В 1632 году Театр четырёх фонтанов был перестроен. Наибольшая активность в театральной деятельности наблюдалась в конце 1940-х годов, после Второй мировой войны.